# Municipio de Chichiquila
El municipio de Chichiquila es uno de los 217 municipios que conforman el estado mexicano de Puebla, se ubica en la tercera región económica a una altitud de 1800 m s. n. m.

## Geografía
El municipio de Chichiquila se encuentra ubicado en el extremo oriente del estado de Puebla en la Sierra Madre Oriental y en las faldas del volcán Citlaltépetl o Pico de Orizaba. Tiene una extensión territorial total de 109.721 kilómetros cuadrados y sus coordenadas extremas son 19° 08' - 19° 17' de latitud norte y 96° 59' - 97° 09' de longitud oeste. Su altitud va de un máximo de 2 400 y un mínimo de 1 200 metros sobre el nivel del mar.
El municipio limita al norte y al oeste con el municipio de Quimixtlán. Al noreste, este y sur limita con el estado de Veracruz de Ignacio de la Llave; al noreste con el municipio de Ixhuacán de los Reyes, al este con el municipio de Tlaltetela y con el municipio de Huatusco, al sureste con el municipio de Coscomatepec y al sur con el municipio de Calcahualco.

## Demografía
De acuerdo al último censo, realizado en 2010 por el Instituto Nacional de Estadística y Geografía; el municipio de Chichiquila posee una población de 24 148 habitantes, de los que 11 918 son hombres y 12 230 son mujeres.

### Localidades
El municipio tiene un total de 47 localidades. Las principales localidades y su población son las siguientes:
| Localidad       | Población |
| Total Municipio | 24 148    |
| Chichiquila     | 2 812     |
| Huaxcaleca      | 2 081     |
| El Palmar       | 1 560     |
| Nenehuaca       | 1 026     |

## Historia
Chichiquila significa "lugar donde abunda la hierba amarga".
En 1522 el poblado de origen náhuatl fue sometido por los españoles y por ser un paso notorio, pronto fue dado en encomienda.
Todavía hasta mediados del siglo XIX pertenecía al Distrito de Chalchicomula de Sesma y en 1895 se convierte en municipio libre.

## Política

### Representación legislativa
Para la elección de diputados locales al Congreso de Puebla y de diputados federales a la Cámara de Diputados federal, el municipio de Chichiquila se encuentra integrado en los siguientes distritos electorales:
Local:
- Distrito electoral local de 14 de Puebla con cabecera en Ciudad Serdán.[7]

Federal:
- Distrito electoral federal 8 de Puebla con cabecera en la Ciudad Serdán.[8]

### Presidentes municipales
| Presidente                   | Periodo | Periodo |
| Presidente                   | Inicio  | Término |
| ---------------------------- | ------- | ------- |
| Orfirio Montiel              | 1940    | 1941    |
| Fabián Montiel               | 1942    | 1943    |
| Aurelio Diaz                 | 1944    | 1944    |
| Rosendo Rodríguez            | 1945    | 1948    |
| Aurelio Diaz                 | 1949    | 1951    |
| Aurelio Galindo              | 1952    | 1954    |
| Rosendo Rodríguez            | 1955    | 1956    |
| Domingo Galindo              | 1957    | 1959    |
| Herminio Galindo             | 1960    | 1962    |
| Félix Hernández Tecan        | 1963    | 1965    |
| Elpidio Ramírez              | 1966    | 1969    |
| Angel López Hernández        | 1970    | 1974    |
| Salvador Hernández Montiel   | 1975    | 1978    |
| Pablo Ramírez Hernández      | 1979    | 1981    |
| Andrés Flores Ticán          | 1982    | 1983    |
| Andrés Ramírez Hernández     | 1984    | 1986    |
| Raúl López Castillo          | 1987    | 1989    |
| Eugenio Galindo Hernández    | 1990    | 1992    |
| Serafín Hernández Lazcano    | 1993    | 1995    |
| José Galindo Hernández       | 1996    | 1999    |
| Gumercindo Montiel Hernández | 1999    | 2001    |
| Ruperto Galindo Hernández    | 2002    | 2005    |
| José Adán Ramírez Montiel    | 2005    | 2008    |
| Dionicio Galindo Hernández   | 2008    | 2011    |
| Referencia:                  |         |         |